# HD 37605 b
HD 37605 b ist ein Exoplanet, der den Hauptreihenstern HD 37605 mit einer Umlaufperiode von 54,2 Tagen umrundet.
Das Objekt wurde mit Hilfe der Radialgeschwindigkeitsmethode von Cochran et al. im Jahr 2004 entdeckt. Die große Halbachse der Umlaufbahn beträgt ca. 0,26 Astronomischen Einheiten, ihre Exzentrizität von 0,74. Die Mindestmasse des Exoplaneten beträgt rund 2,9 Jupitermassen (ca. 900 Erdmassen).